# Єгоров Єгор Володимирович
Єгор Володимирович Єгоров (20 січня 1987; Харків) — український хокеїст, нападник. Виступає за ХК «Донбас» у чемпіонаті України.

## Ігрова кар'єра
Виступав за «Дружба-78» (Харків), «Шавініган Катарактс» (QMJHL), «Нью-Інгленд Дж. Гаскіс» (EJHL), «Динамо» (Мінськ), «Німан» (Гродно), «Сокіл» (Київ), ХК «Гомель».
У складі молодіжної збірної України учасник чемпіонатів світів 2005 (дивізіон I), 2006 (дивізіон I) і 2007 (дивізіон I). У складі юніорської збірної України учасник чемпіонатів світів 2002, 2004 (дивізіон II).і 2005 (дивізіон I).